# Cissy Jones
Cissy Jones (Boise, 13 de fevereiro de 1979) é uma dubladora de jogos eletrônicos vencedora do BAFTA Games Awards.
A voz de Jones apareceu em jogos como Firewatch, The Walking Dead, Grand Theft Auto V e Darksiders III. Ela dublou Lois Lane em Lego DC Super-Villains, lançado em 2018.
Depois de alguns anos trabalhando como colarinho branco, Jones começou sua carreira de dubladora em 2011, após conhecer o escritor Sean Vanaman e estrelar como Katjaa em The Walking Dead. Vanaman manteve contato com Jones e ofereceu seu trabalho quando a Campo Santo precisava de vozes para personagens. Seu diálogo para o papel de Delilah em Firewatch levou dois anos para ser gravado. No 13th British Academy Games Awards, em 2017, ela recebeu um prêmio na categoria Intérprete por seu trabalho no jogo.